# Temple de Chaturbhuj
Le temple de Chaturbhuj est un temple hindouiste situé à Khajurâho dans l'état du Madhya Pradesh, en Inde. 
Le nom Chaturbhuj est un dérivé du Sanskrit. En devanagari le nom Chaturbhuj (चतुर्भुज) se compose des mots चतु: = quatre et भुज = bras ce qui signifie littéralement Celui qui a quatre bras et se réfère au dieu Vishnou.
L'édifice fait partie du groupe situé au Sud du site du patrimoine mondial de l'UNESCO au titre de l'Ensemble monumental de Khajuraho.

## Histoire
Ce temple est également connu sous le nom de Jatakari (Devanagari: जटकारी) d'après le nom du village où il est situé. 
On estime qu'il a été construit au début du XIIe siècle (1110) sous le règne de Jayavarman de la dynastie Chandela. 
Le temple contient une grande statue de Vishnou. C'est le seul temple de Khajurâho sans sculptures érotiques.
Le temple a été classé « Monument d'Importance nationale » par l'ASI.

## Description

### Architecture
La construction relativement simple (le plan est dit "chabutara"), avec seulement un sanctuaire, un vestibule et un porche d'entrée, et le manque relatif d'ornementation semblent indiquer une date de construction plus tardive que celles des autres temples. 
Le porche menant au sanctuaire est toutefois soigneusement sculpté et les murs extérieurs possèdent trois bandeaux de sculptures.

### Sculpture
L'idole du temple (comme le nom du temple l'indique) est une image à quatre bras de Vishnou. 
C'est un travail extraordinairement impressionnant, finement détaillé de 2,7 m de haut. 
La statue fait face sud, l'endroit favori du dieu Vishnou, comme on peut le voir aussi dans le temple d'Angkor Vat au Cambodge.

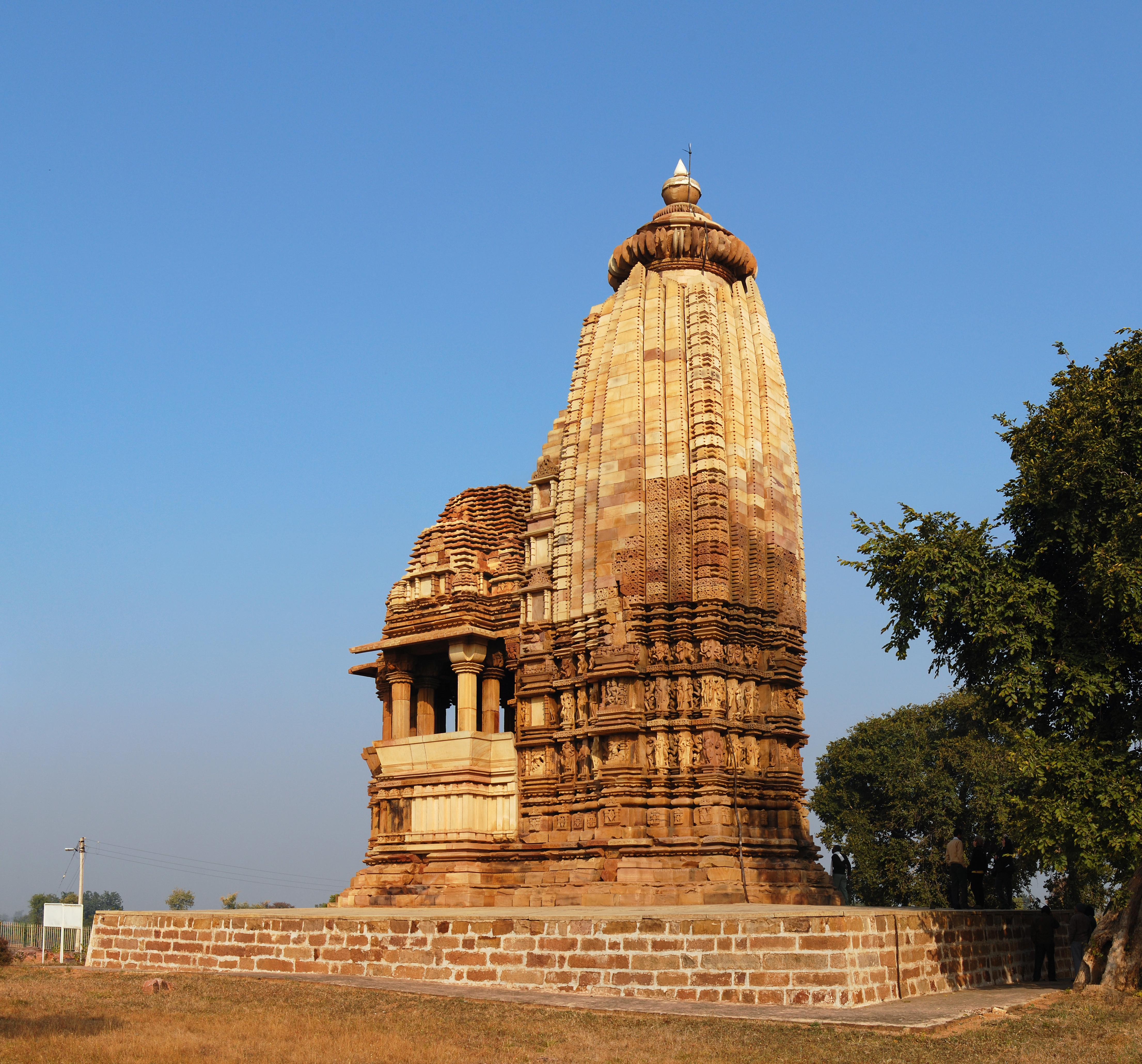
Le temple Chaturbhuj.
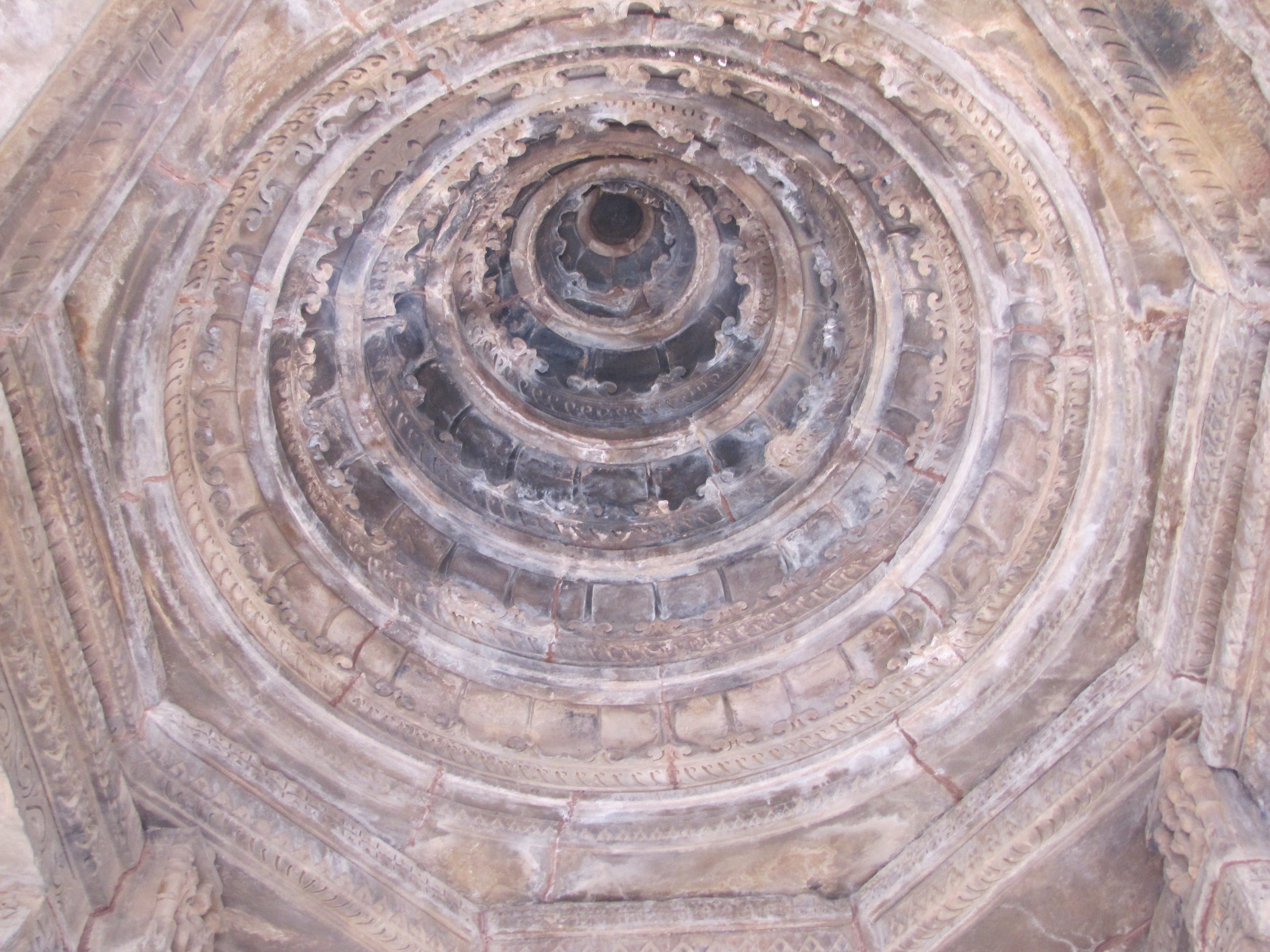
La shikhara.
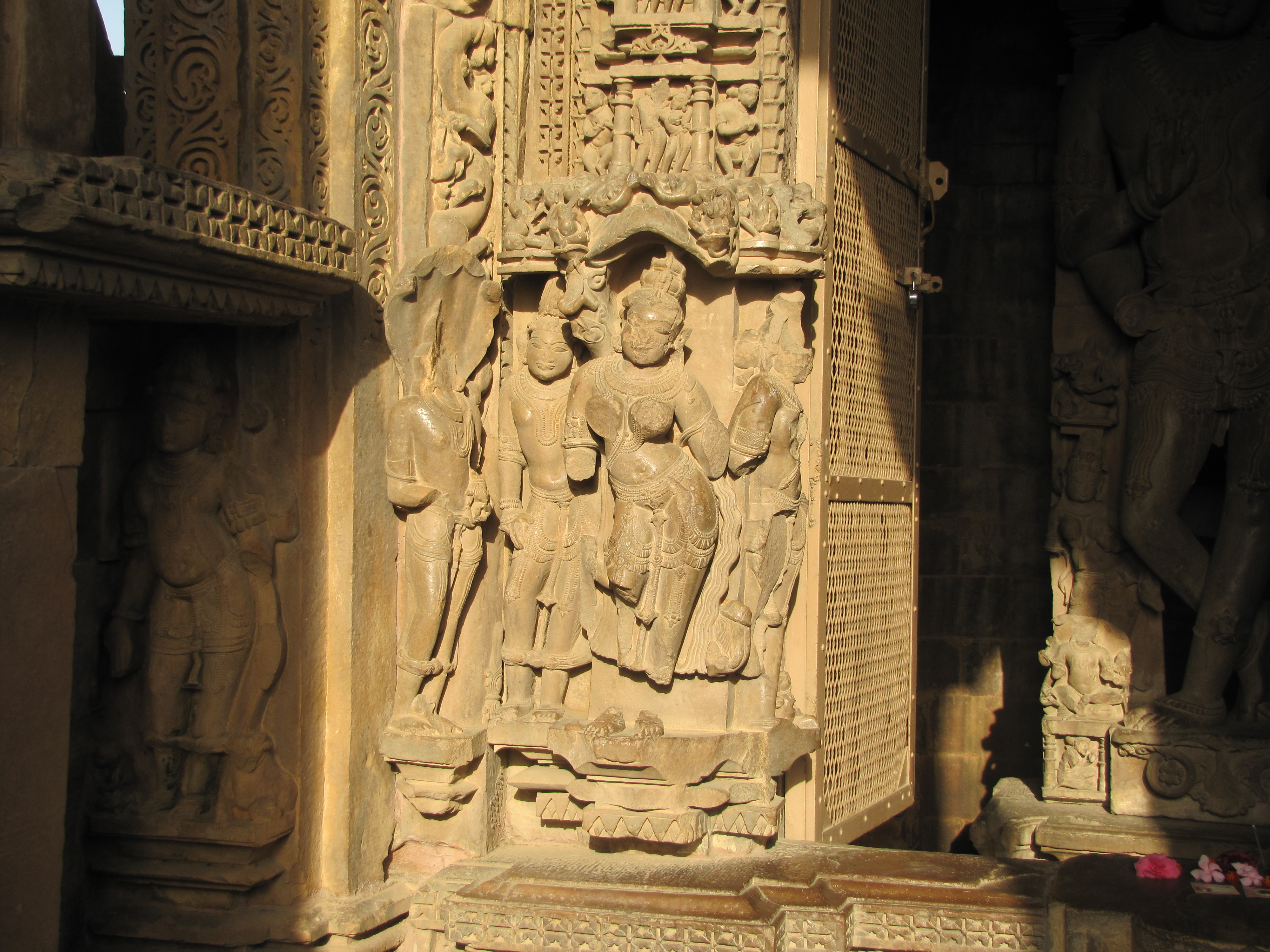
Déesses du Gange et du Yamuna.
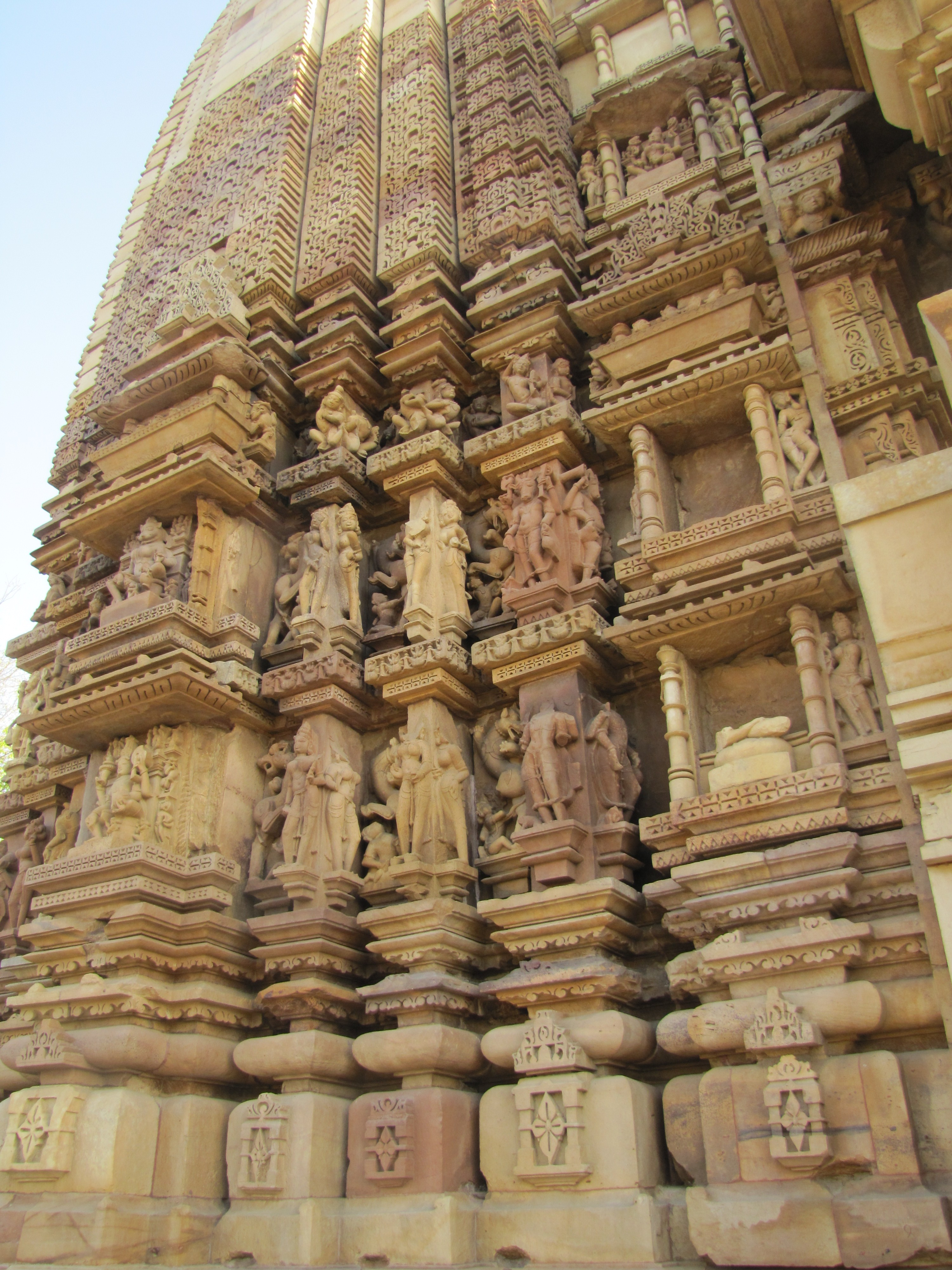
Murs extérieurs.
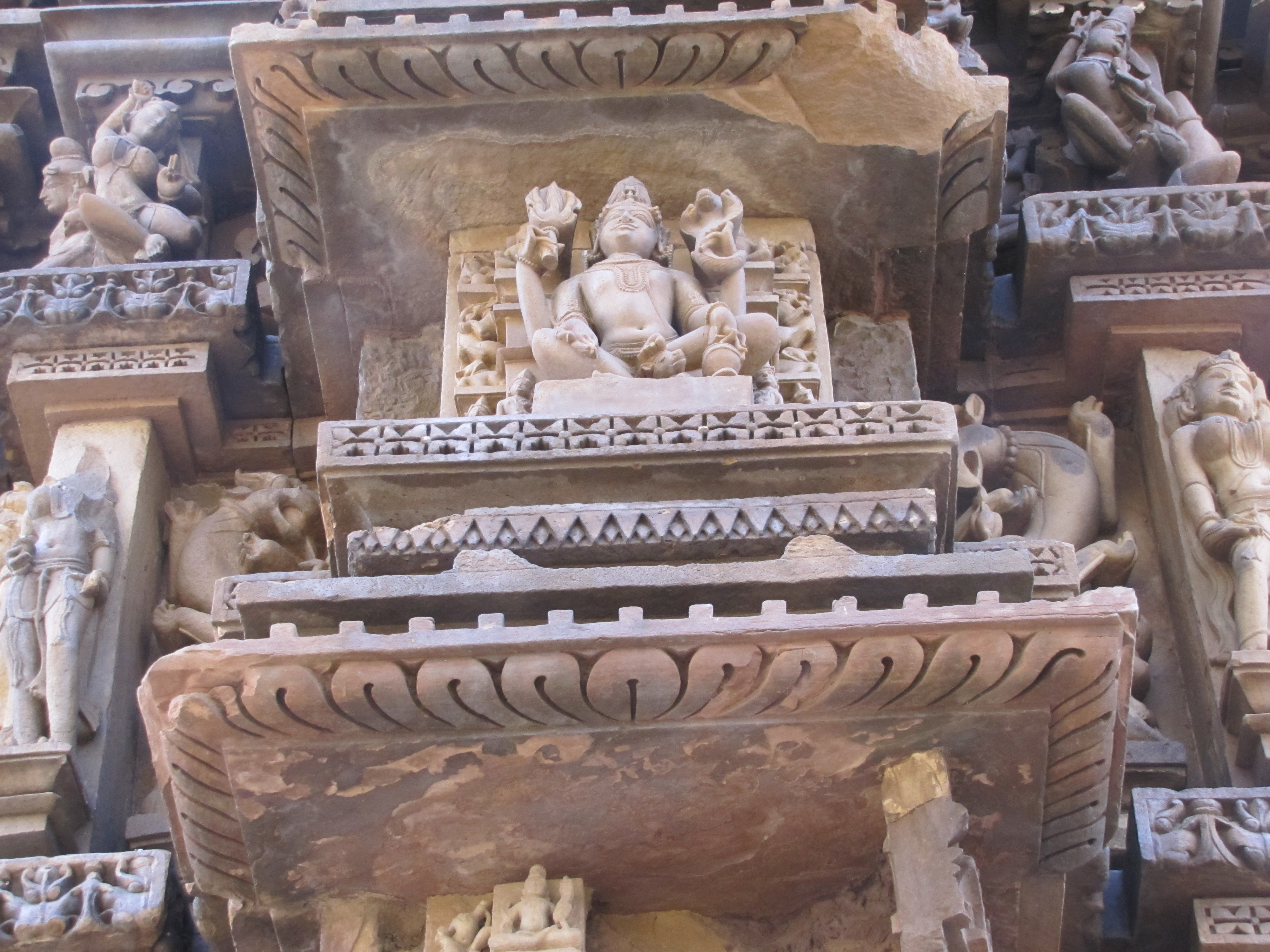
Représentation de Shiva.
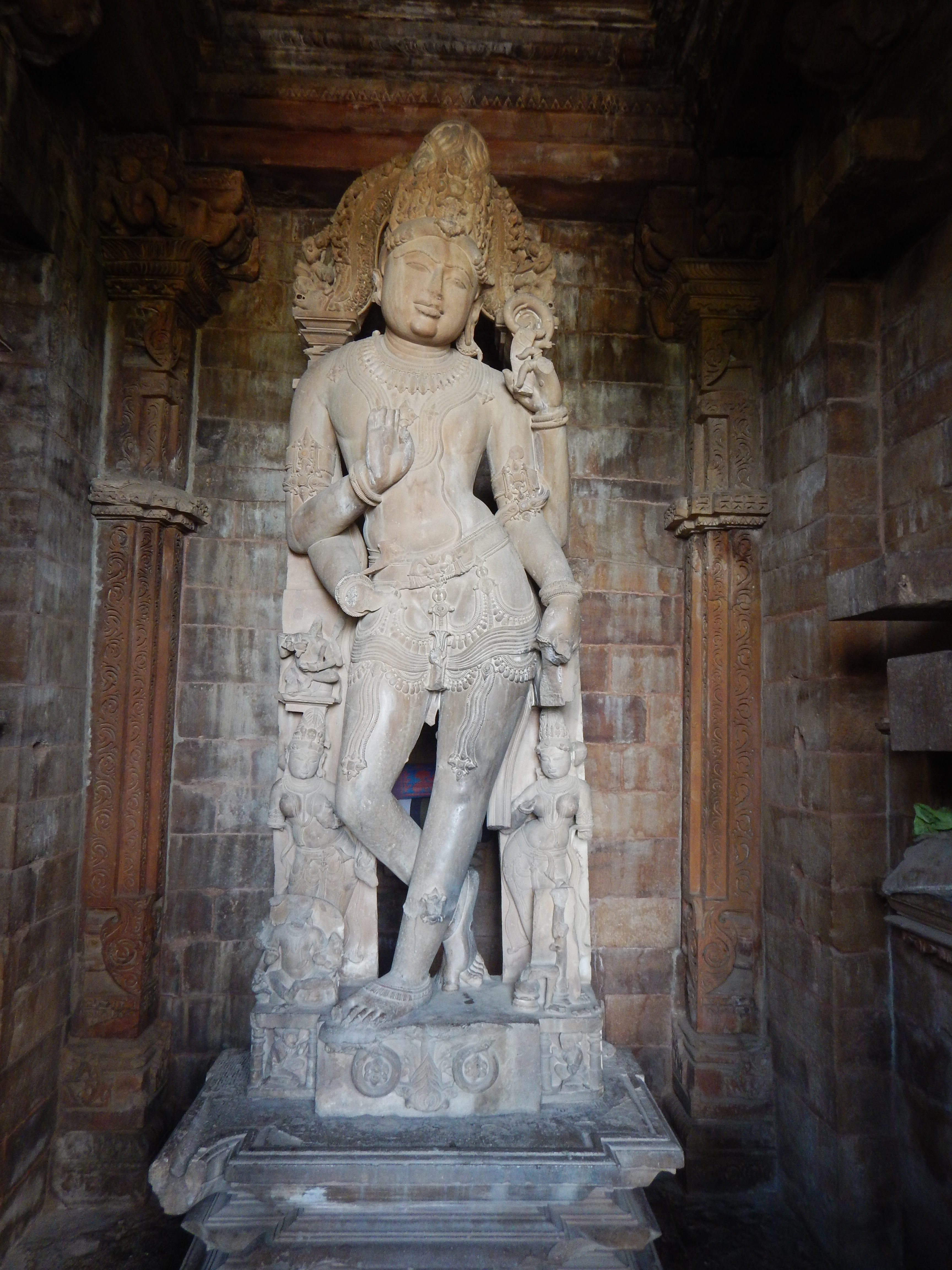
La statue de Vishnou.